# گیوی چوخلی
گیوی چوخلی (گرجی: გივი ჩოხელი؛ ۲۷ ژوئن ۱۹۳۷ – ۲۵ فوریهٔ ۱۹۹۴) بازیکن و مربی فوتبال گرجی‌تبار اهل اتحاد جماهیر شوروی سوسیالیستی بود.
از باشگاه‌هایی که در آن بازی کرده‌است می‌توان به باشگاه فوتبال دینامو تفلیس اشاره کرد.
وی همچنین در تیم ملی فوتبال شوروی بازی کرده‌است.